# Denis Kudla (lutador)
Denis Maksymilian Kudla (Racibórz, 24 de dezembro de 1994) é um lutador de estilo greco-romana alemão de origem polonesa, medalhista olímpico.

## Carreira
Kudla competiu na Rio 2016, na qual conquistou a medalha de bronze, na categoria até 85 kg.